# Частотное разделение каналов
Частотное разделение каналов, мультиплексирование с разделением по частоте (англ. Frequency-Division Multiplexing, FDM)
Разделение каналов осуществляется по частотам. Так как радиоканал обладает определённым спектром, то в сумме всех передающих устройств и получается современная радиосвязь. Например, ширина спектра сигнала для мобильного телефона составляет 8 МГц. Если мобильный оператор даёт абоненту частоту 880 МГц, то следующий абонент может занимать частоту 880+8=888 МГц. Таким образом, если оператор мобильной связи имеет лицензионную частоту 800—900 МГц, то он способен обеспечить около 12 каналов, с частотным разделением.
Частотное разделение каналов применяется в технологии X-DSL. По телефонным проводам передаются сигналы различной частоты: телефонный разговор использует полосу 0,3-3,4 кГц, а для передачи данных используется полоса от 26 кГц до 1,4 МГц.
Очень важно фильтровать сигналы. Иначе будут происходить наложения сигналов, из-за чего связь может сильно ухудшиться.